# NGC 7211
NGC 7211 é uma galáxia lenticular (S0) localizada na direcção da constelação de Aquarius. Possui uma declinação de -08° 05' 22" e uma ascensão recta de 22 horas, 06 minutos e 21,8 segundos.
A galáxia NGC 7211 foi descoberta em 3 de Agosto de 1864 por Albert Marth.